# Aktivna optika
Aktivna optika je sorazmerno nova tehnologija, ki se uporablja za izdelavo teleskopov, ki jih imenujemo reflektorji (zrcalni daljnogledi/teleskopi).
V 80- letih so pričeli razvijati zrcalne teleskope z glavnim zrcalom nad 4 m
Aktivna optika deluje tako, da prilagaja zrcalo teleskopa. Večina velikih sodobnih teleskopov je reflektorjev, ki imajo kot osnovni element veliko zrcalo. Zrcala teh teleskopov so predebela, da bi obdržala svojo obliko med vrtenjem in iskanjem nebesnega telesa na nebu. Največji premer je omejen na 5 do 6 metrov (na primer Haleov daljnogled na Observatoriju Mt. Palomar).
Teleskopi, zgrajeni po 80. letih uporabljajo namesto debelih še samo zelo tanka zrcala, ki se sama ne morejo obdržati v želeni obliki. Zaradi tega se pod zrcalom uporabljajo aktivni elementi (aktuatorji), ki vzdržujejo želeno obliko. Včasih teleskop razdelijo tudi na več manjših zrcal.
Pri aktivni optiki se uporabljajo:
- aktivni elementi (aktuatorji)
- detektor kakovosti slike
- programska oprema, ki krmili aktivne elementa za oblikovanje zrcala

Tak način popravljanja kvalitete slike omogoča ohranjanje oblike zrcala v optimalni obliki. S tem se preprečujejo samo napake, ki nastajajo kot posledica vplivov okolice (teža zrcala, veter, spremembe osi teleskopa). Popravki se izvajajo v časovnih presledkih okoli 1 sekunde ali več.

## Primeri teleskopov z aktivno optiko
Nekateri teleskopi z aktivno optiko so:
- Nordijski optični teleskop (Observatorij Roque de los Muchachos na Kanarskih otokih), od leta 1988
- Teleskop nove tehnologije  (Observatorij La Silla ima 3,6 m teleskop New Technology Telescope, NTT, Čile), prvi teleskop z aktivno optiko[2]
- Keckova teleskopa (Observatorij W. M. Keck ima dva 10 m teleskopa na vulkanu Mauna Kea, Havaji)
- Teleskop z več zrcali (Observatorij Lawrence Whipple na gori Mount Hopkins v Arizoni ima 6 zrcal 1,8 m, kar odgovarja 4,5 m teleskopu)